# Yuri Solos
Yuri Solos es un jinete soviético que compitió en la modalidad de concurso completo. Ganó dos medallas de plata en el Campeonato Europeo de Concurso Completo, en los años 1969 y 1971.

## Palmarés internacional
| Campeonato Europeo | Campeonato Europeo        | Campeonato Europeo | Campeonato Europeo |
| Año                | Lugar                     | Medalla            | Categoría          |
| ------------------ | ------------------------- | ------------------ | ------------------ |
| 1969               | Le Pin-au-Haras (Francia) | Medalla de plata   | Por equipos        |
| 1971               | Burghley (Reino Unido)    | Medalla de plata   | Por equipos        |